# Chapelle Sainte-Colette de Corbie
La chapelle Sainte-Colette est située à Corbie, dans le département de la Somme, à une quinzaine de kilomètres à l'est d'Amiens.

## Historique
La chapelle Saint-Colette a été construite à l'emplacement de la maison natale de la sainte, détruite lors des bombardements de 1918, à la fin de la Première Guerre mondiale. La construction débuta en 1938 mais fut interrompue pendant la Seconde Guerre mondiale. Les travaux reprirent après la guerre et la chapelle fut terminée en 1959.

## Caractéristiques
La chapelle, a été construite en brique en style art déco. Elle se compose d'un unique vaisseau, sa façade est percée d'un portail d'allure ogivale surmonté par trois baies également d'allure ogivale. au-dessus de ces baie, le portrait de sainte Colette a été sculpté en médaillon. L'intérieur est éclairé par six baies garnies de vitraux aux dessins abstraits et conserve une statue ancienne de la sainte.